# Kurevere (Otepää)
Kurevere – wieś położona w estońskiej gminie Otepää.
Według spisu ludności z 2021 roku wieś Kurevere miała 51 mieszkańców.

## Kultura

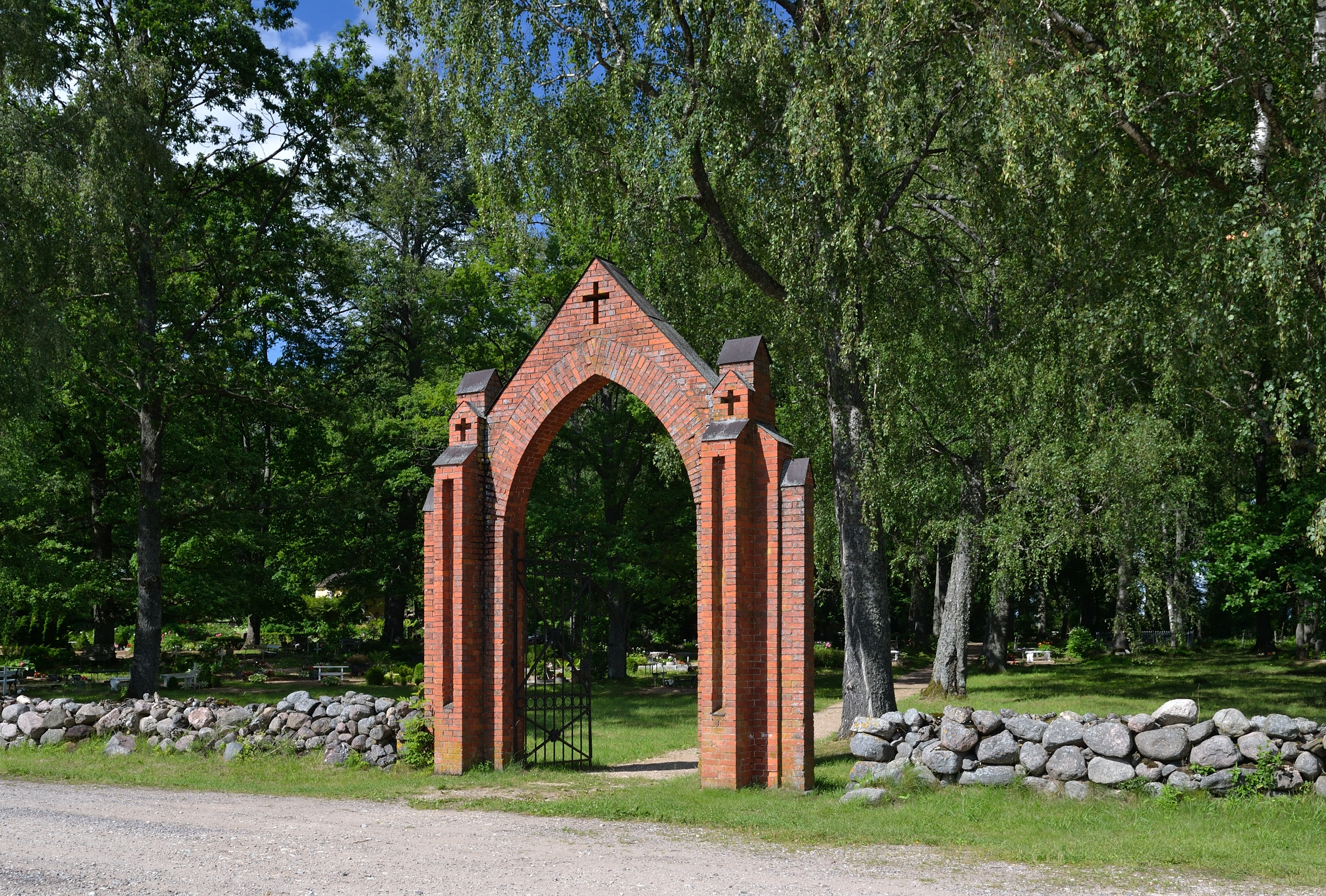
Brama cmentarza

Cmentarz w Kurevere został uznany za narodowy zabytek kultury.